# Самарчик
Самарчи́к (укр. Самарчік, крымскотат. Samarçıq, Самарчыкъ) — река в Раздольненском районе Крыма, длиной около 42 километров с площадью бассейна 528 км² (Раздольненское управление водного хозяйства приводит другие цифры: длина — 10,2 км, площадь бассейна — 128,2 км²). По номенклатуре Северо-Крымского канала — главный коллектор № 14.
Типичная степная река, исток находится в 2 км южнее села Огородное, на высоте менее 20 м, течёт почти строго на север и впадает в образованный рекой лиман Каркинитского залива Чёрного моря в 3 км западнее села Курганное Красноперекопского района. Питание реки дождевое и снеговое, в основном, в осенне-весенний период, в летние месяцы, зачастую, пересыхала. После постройки в 1966 году Северо-Крымского канала водный режим кардинально изменился, а часть русла представляет собой сбросовый коллектор. У реки 5 притоков, все безымянные, по 4 имеются гидрографические данные:
- левый, впадает в 34,0 км от устья, длиной 8,9 км, площадь водосбора 104 км², имеет 1 приток;
- правый, впадает в 24,0 км от устья, длиной 16 км, площадь водосбора 77,7 км², имеет 5 притоков, из которых 1 левый, впадает в 3,1 км от устья, длиной 11 км, площадью водосбора 37,6 км², также имеет 1 приток;
- правый, впадает в 16,0 км от устья, длиной 22 км, площадь водосбора 76 км², имеет 5 притоков[3]. Водоохранная зона балки установлена в 100 м[7].

После присоединения Крыма к России и до упразднения в 1923 году русло Самарчика служило восточной границей Евпаторийского уезда.